# Wojska Obrony Powietrznej – Przeciwrakietowej
Wojska Obrony Powietrznej – Przeciwrakietowej – rodzaj wojsk w składzie Sił Powietrzno-Kosmicznych Sił Zbrojnych Federacji Rosyjskiej
- Dowódca Wojsk Op-P – zastępca Głównodowodzącego Siłami Powietrzno-Kosmicznymi generał porucznik Jurij Griechow, ur. 15 października 1962[1]